# Banjul
Banjul (in passato Bathurst) è la capitale del Gambia, e ha una popolazione di 31.301 abitanti, anche se con le zone periferiche raggiunge 413.397 abitanti (censimento 2013). È situata sull'Isola di Santa Maria, nel punto in cui il fiume Gambia sfocia nell'Oceano Atlantico.

## Storia
Nel 1816, i britannici fondarono Banjul come avamposto commerciale e base per la soppressione del commercio di schiavi. Venne chiamata Bathurst in onore di Henry Bathurst, segretario dell'Ufficio Coloniale, ma il nome cambiò in Banjul nel 1973.

## Monumenti e luoghi d'interesse

### Musei
- Il Museo nazionale del Gambia su Gloucester Street esibisce oggetti del passato coloniale e della giovane storia del Gambia.

### Edifici

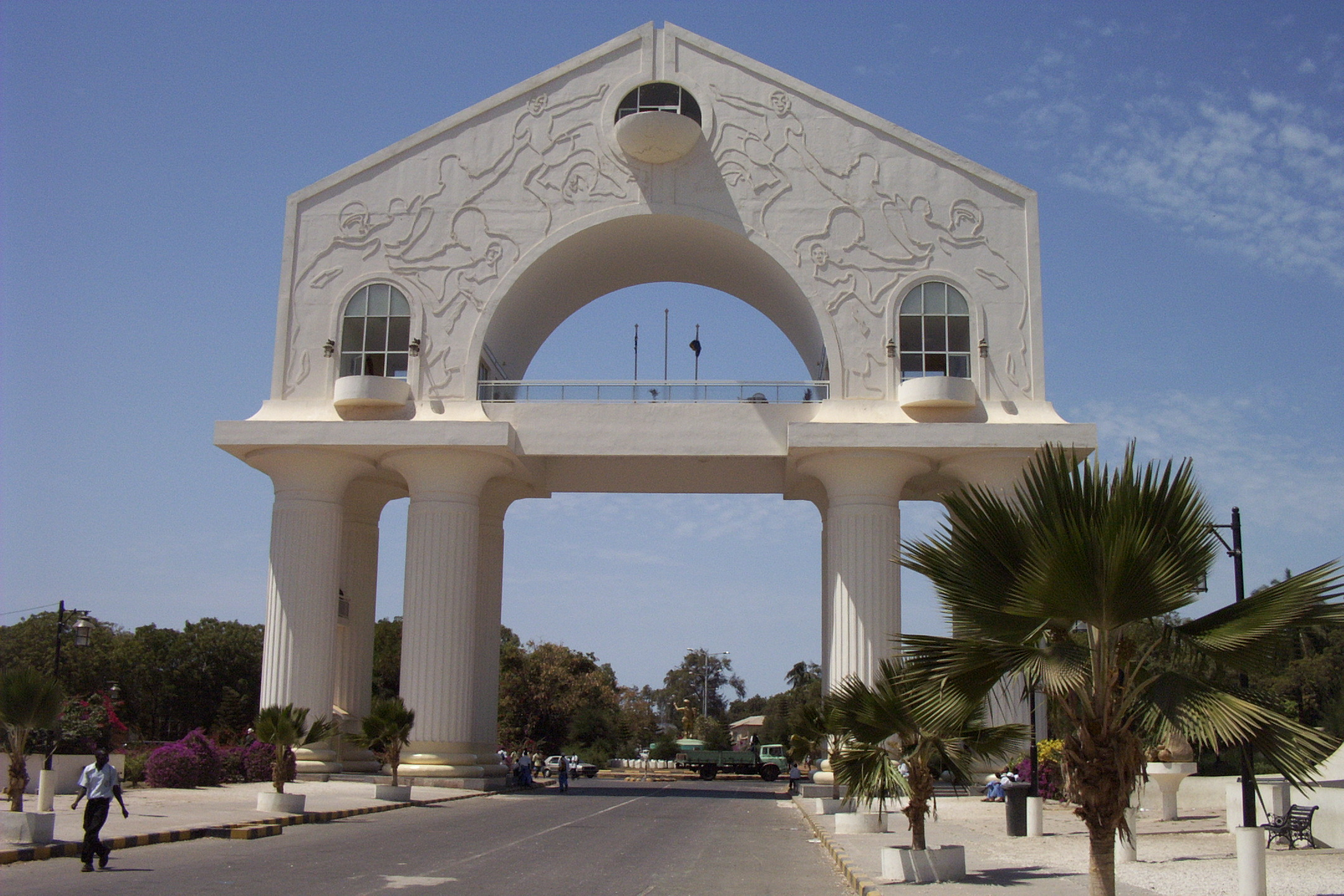
"Arco 22"

L'architettura della città è ancora in gran parte d'impronta coloniale. Un'eccezione post-coloniale costituisce l'Arco 22 alto 35 metri, che fu inaugurato nel 2º anniversario del colpo di Stato del 22 luglio 1994. Dall'arco trionfale su Independence Drive, che rappresenta il simbolo di Banjul e dell'intero paese, si ha una buona panoramica sulla città.
- Un altro importante monumento è la Moschea di Re Fahad, la più grande e famosa di Banjul, inaugurata nel 1988.
- La Fontana monumentale di Re Giorgio.

## Economia
Banjul è la principale area urbana del Gambia ed è il centro economico e amministrativo della nazione. Come quarta nazione più densamente popolata dell'Africa, il Gambia ha più di un'area urbana. La lavorazione delle arachidi è l'industria principale del paese, ma la cera d'api, il legno, l'olio di palma e i pellami vengono anch'essi imbarcati per l'esportazione da questo porto.

## Attualità
In un'inchiesta della rivista economica Forbes pubblicata nel giugno 2007, Banjul risulterebbe la città con più probabilità di sparire nel breve termine del mondo: il risultato seguirebbe gli studi sulla velocità dell'erosione del terreno circostante e le teorie dell'innalzamento del livello del mare.

## Amministrazione

### Sindaci
Dal maggio 2018 il comune è amministrato da Rohey Malick Lowe, la prima donna a essere eletta sindaca in tutto il Paese africano, del Partito democratico unito. Il padre Alhagie Malick Lowe era stato sindaco nella città dal 1981 al 1983.

### Gemellaggi
- Ostenda
- Grimsby
- Newark
- Taipei